# Геонейтрино

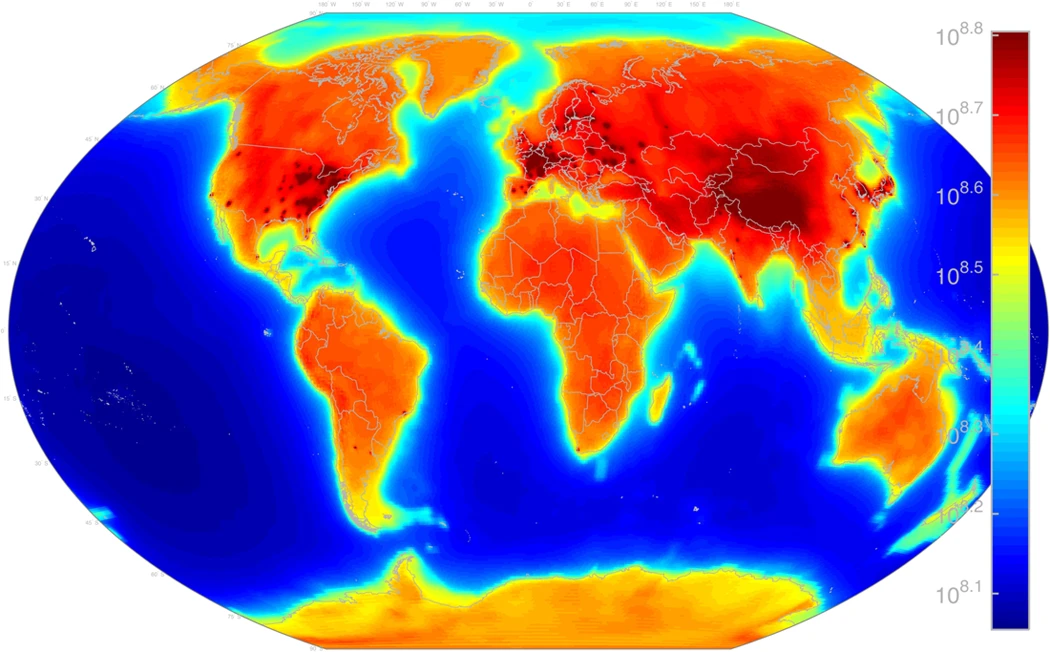
AGM2015: Карта потоку антинейтрино від розпаду Урану-238 і Торію-232 у земній корі та мантії, а також від ядерних реакторів

Геонейтрино — це нейтрино або антинейтрино, які випускаються при розпаді природних {\displaystyle \beta }-ізотопів всередині Землі. Нейтрино — найлегші з відомих субатомних частинок, у них відсутні вимірювані електромагнітні властивості і вони взаємодіють лише посередництвом слабкої ядерної взаємодії.
Основний внесок у природну радіоактивність Землі дають довгоживучі ізотопи {\displaystyle \mathrm {{}^{238}U,\,\,{}^{232}Th,\,\,{}^{40}K} .} Природна радіоактивність Землі є потужним тепловим джерелом, яке впливає на теплову історію нашої планети. Знання вмісту радіоактивних елементів у її глибинах необхідне для вирішення багатьох проблем геофізики. Механізм генерації тепла у надрах планети є фундаментальною проблемою геології. За даними вимірів це тепло складає {\displaystyle 47\pm 2} ТВт. Основними джерелами тепла у Землі є радіогенне тепло та тепло, яке запаслося планетою під час гравітаційної диференціації речовини. Внесок інших джерел не перевищує 1 % від повного тепловиділення.
Інтерес до вивчення геонейтринних потоків виник паралельно із недавнім розвитком сцинтиляційних детекторів великого об'єму, які мають достатню чутливість для реєстрації потоків антинейтрино на рівні {\displaystyle \sim 10^{6}} см−2 с−1 із енергіями декілька МеВ. Визначення потоків геонейтрино дозволить зрозуміти радіогенний внесок у повне генерування тепла Землею; скільки урану й торію містить земна кора та мантія; чи існує у центрі Землі геореактор або прихований надлишок {\displaystyle \mathrm {{}^{40}K} }?

## Геологічна мотивація
Надра Землі випромінюють тепло зі швидкістю близько 47 ТВт (терават), що становить менше 0,1% вхідної сонячної енергії. Частина цієї втрати тепла пояснюється теплом, що утворюється при розпаді радіоактивних ізотопів у надрах Землі. Втрата тепла, що залишилася, пов’язана з віковим охолодженням Землі, зростанням внутрішнього ядра Землі (гравітаційна енергія та внески прихованого тепла) та іншими процесами. Найважливішими тепловиділяючими елементами є уран (U), торій (Th) і калій (K). Дискусія про їх чисельність на Землі не завершилася. Існують різні оцінки складу, коли загальна швидкість внутрішнього радіогенного нагріву Землі коливається від ~10 ТВт до ~30 ТВт. Приблизно 7 ТВт елементів, що виробляють тепло, знаходяться в земній корі, решта енергії розподіляється в мантії Землі; кількість U, Th і K в ядрі Землі, ймовірно, незначна. Радіоактивність у мантії Землі забезпечує внутрішнє нагрівання для живлення конвекції, яка є рушійною силою тектоніки плит. Рівень радіоактивності мантії та її просторовий розподіл — чи є мантія однорідною за складом у великому масштабі чи складається з окремих резервуарів - має важливе значення для геофізики.
| {\displaystyle {\begin{array}{rclr}{\ce {^{238}_{92}U}}&{\ce {->}}&{\ce {^{206}_{82}Pb}}+8\alpha +6e^{-}+6{\bar {\nu }}_{e}&+\ 51.698\,{\ce {MeV}}\\{\ce {^{235}_{92}U}}&{\ce {->}}&{\ce {^{207}_{82}Pb}}+7\alpha +4e^{-}+4{\bar {\nu }}_{e}&+\ 46.402\,{\ce {MeV}}\\{\ce {^{232}_{90}Th}}&{\ce {->}}&{\ce {^{208}_{82}Pb}}+6\alpha +4e^{-}+4{\bar {\nu }}_{e}&+\ 42.652\,{\ce {MeV}}\\{\ce {^{40}_{19}K}}&{\ce {->[{89.3\,\%}]}}&{\ce {^{40}_{20}Ca}}+e^{-}+{\bar {\nu }}_{e}&+\ 1.311\,{\ce {MeV}}\\{\ce {^{40}_{19}K}}+e^{-}&{\ce {->[{10.7\,\%}]}}&{\ce {^{40}_{18}Ar}}+\nu _{e}&+\ 1.505\,{\ce {MeV}}\end{array}}} |

Існуючий діапазон оцінок складу Землі відображає наше нерозуміння того, якими були процеси та будівельні блоки (хондритові метеорити), які сприяли її формуванню. Точніші знання про вміст U, Th і K у надрах Землі покращили б наше розуміння сучасної динаміки Землі та формування Землі на ранніх етапах Сонячної системи. Підрахунок антинейтрино, вироблених на Землі, може обмежити моделі геологічної поширеності. Слабко взаємодіючі геонейтрино несуть інформацію про кількість і розташування своїх випромінювачів у всьому об’ємі Землі, включаючи надра Землі. Отримати інформацію про склад мантії Землі з вимірювань геонейтрино важко, але можливо. Це вимагає синтезу експериментальних даних геонейтрино з геохімічними та геофізичними моделями Землі. Існуючі дані про геонейтрино є побічним продуктом вимірювань антинейтрино за допомогою детекторів, розроблених переважно для фундаментальних досліджень фізики нейтрино. Майбутні експерименти, розроблені з огляду на геофізичний план, принесуть користь геонауці. Були висунуті пропозиції щодо таких детекторів.

## Історія
Експериментальна нейтринна геофізика почалася як наука у 2005 році, з першої публікації на цю тему колаборації KamLAND. Існування геонейтрино та, відповідно, внеску радіоактивних елементів у розігрів Землі, підтверджено на рівні {\displaystyle 4.2\sigma } та {\displaystyle 5.9\sigma } незалежно у двох експериментах: KamLAND та BOREXINO відповідно.
Сьогодні можна стверджувати, що екзотичні сценарії розігріву Землі за рахунок внутрішнього реактора практично виключені, внесок такого реактора у повну генерацію тепла із ймовірність 95 % не перевищує 4,5 ТВт за даними детектора Borexino або 3,7 ТВт за даними KamLAND.
Ідея виміру складу Землі заснована на залежності нейтринних осциляцій від щільності електронів у середовищі (нейтринна томографія). Резонансні осциляції атмосферних нейтрино всередині Землі можуть бути інструментом для визначення хімічного складу земного ядра. Однією з задач проекта PINGU буде нейтринна томографія Землі

## Методи детектування
Детектування геонейтрино виконується за допомогою сцинтиляторів. Вони використовують зворотний бета розпад, що було запропоновали Бруно Понтекорво, Фредерік Райнес та Клайд Ковен. Суть реакції полягає у тому, що при взаємодії антинейтрино та протона можуть бути утворені позитрон та нейтрон:
{\displaystyle {\bar {\nu }}_{e}+p\rightarrow e^{+}+n}
У цій реакції можуть брати участь лише антинейтрино з енергіями більше  1.806 МеВ, оскільки це значення є різницею мас спокою нейтрона і позитрона з одного боку та протона з іншого. Після того як позитрон втрачає свою кінетичну енергію він анігілює з електроном:
{\displaystyle e^{+}+e^{-}\rightarrow \gamma +\gamma }
Із затримкою що має типовий час (254.5 ± 1.8) мікросекунд, нейтрон, що знаходиться у збудженому стані, об’єднується з протоном утворюючи дейтрон. При цьому енергія збудження нейтрона випромінюється у вигляді гамма кванта:
{\displaystyle n+p\rightarrow d+\gamma }
Дана реакція призводить до виникнення двох спалахів світла що збігаються у просторі та часі. Це дає можливість вирізняти події зворотного бета-розпаду з інших фонових подій що викликають лише одинарні спалахи. Проте антинейтрино що виникають у ядерних реакторах перетинаються за спектром розподілу енергії з геонейтрино тому також рахуються у детекторах.
Через обмеження мінімальної енергії антинейтрино у реакції зворотного бета-розпаду, лише антинейтрино що виникають у процесі розпаду 232Th і 238U можуть спостерігатися у сцинтиляторах. Геонейтрино від розпаду 40K мають енергію нижчу за порогове значення, і їх неможливо виявити за допомогою реакції зворотного бета-розпаду. Розробляються інші методи виявлення, які не обмежені енергетичним порогом (наприклад, розсіювання антинейтрино на електронах) і, таким чином, дозволять виявляти геонейтрино з розпаду калію.
Результати вимірювання геонейтрино часто надають в одиницях земного нейтрино (TNU; аналогія з одиницями сонячного нейтрино), а не в одиницях потоку (см−2 с−1). TNU є специфічними для механізму виявлення зворотного бета-розпаду за допомогою протонів. 1 TNU відповідає 1 події взаємодії геонейтрино, зареєстрованій протягом річного повністю ефективного опромінення 1032 вільних протонів, що приблизно дорівнює кількості вільних протонів у 1 кілотонному рідкому сцинтиляційному детекторі. Перетворення між одиницями потоку та TNU залежить від співвідношення вмісту торію та урану (Th/U) випромінювача. Для Th/U=4,0 (типове значення для Землі) потік 1,0 × 106 см−2 с−1 відповідає 8,9 TNU.

## Модельні передбачення

Предбачення сигналу геонейтрино на поверхті Землі у TNU

Розрахунки очікуваного сигналу геонейтрино, передбаченого для різних еталонних моделей Землі, є важливим аспектом геофізики нейтрино. У цьому контексті «еталонна модель Землі» означає оцінку вмісту елементів, що виробляють тепло (U, Th, K), і припущення щодо їхнього просторового розподілу на Землі, а також модель внутрішньої структури щільності Землі. Найменше узгодження існує між моделями поширеності різних елементів, де висунуто кілька оцінок. Вони прогнозують загальне радіогенне виробництво тепла від ~10 ТВт до ~30 ТВт, зазвичай використовують значення що становить близько 20 ТВт. Структура щільності, що залежить лише від радіуса (така як попередня еталонна модель Землі або PREM) з 3-D уточненням для випромінювання із земної кори, як правило, достатня для прогнозів геонейтрино.

Зміна радіогенного тепла Землі із часом

Прогнози сигналу геонейтрино є важливими з двох основних причин: 1) вони використовуються для інтерпретації вимірювань геонейтрино та тестування різних запропонованих моделей складу Землі; 2) вони можуть мотивувати розробку нових детекторів геонейтрино. Типовий потік геонейтрино на поверхні Землі становить декілька × 106 см−2⋅с−1. Як наслідок високого збагачення континентальної кори елементами, що виробляють тепло (~7 ТВт радіогенної потужності) та залежності потоку від 1/(відстані від точки випромінювання)2, передбачена картина сигналу геонейтрино добре корелює з розподілом континентів. На континентальних ділянках більшість геонейтрино виробляється локально в земній корі. Це вимагає точної моделі земної кори, як з точки зору складу, так і щільності, що є нетривіальним завданням.
Загальний потік геонейтрино є сумою внесків від усіх радіонуклідів, що утворюють антинейтрино. Геологічні вхідні дані — щільність і особливо кількість елементів — містять велику невизначеність. Невизначеність решти параметрів ядерної фізики та фізики елементарних частинок незначна порівняно з геологічними вхідними даними. В даний час вважається, що уран-238 і торій-232 виробляють приблизно однакову кількість тепла в мантії Землі, і вони є основними джерелами радіогенного тепла. Однак потік нейтрино не повністю відстежує тепло від радіоактивного розпаду первинних нуклідів, оскільки нейтрино не виносять постійну частку енергії з ланцюгів радіогенного розпаду цих первинних радіонуклідів.

## Детектори: існуючі, у процесі будівництва та заплановані
На даний момент існує два детектори, які вимірюють потік геонейтрино Землі: KamLAND (1 ктонна), в Каміока, Японія, і SNO+ (1 ктонна) в Садбері, Онтаріо, Канада. Детектор Borexino (0,3 ктонни) в Гран-Сассо, Італія, завершив роботу. Експеримент JUNO (20 ктон) у Цзянмень, провінція Гуандун, Китай, зараз будується. Експеримент Цзіньпін (~4 ктонни) в горах Цзіньпін, Сичуань провінції Китаю знаходиться в розробці, а прототипи детекторів на місці випробовують майбутні детекторні матеріали та технології. Детектори на стадії пропозиції включають Анди в тунелях Агуа-Негра, що з’єднують кордони Чилі та Аргентини і запропонований детектор океанського дна. Важливо, що детектор Анд є єдиним запропонованим детектором для розміщення в південній півкулі. Тривають розробки океанського детектора. Команда фізиків елементарних частинок з Гавайського університету понад 10 років тому висунула пропозицію детектор океанського дна під назвою Ханохано. Команда японських фізиків елементарних частинок, інженерів і вчених із Землі з JAMSTEC (Японського агентства з Океанічно-Земних Науки and Технологій) зараз працює над проектом розгортання та тестування мобільних прототипів детекторів «Детектор Океанічного Дна» (OBD) масштаб ще не встановлено, але передбачається до 1 тонни біля берегів Японії. Мобільний океанічний детектор пропонує додаткове вимірювання до наземних експериментів. Сидячи в середині Тихого океану, 3000 км від Південної Америки, 3000 км від Австралії, і ~3000 км від межі ядро-мантія, такий детектор отримуватиме сигнал переважно від мантії.

## Результати вимірювань
Результати фізичних експериментів відповідають статистиці підрахунку, зі збільшенням експозиції (часу підрахунку) невизначеності зменшуються. У цих експериментах звертають увагу на систематичні та статистичні невизначеності та розглядають ці питання дуже детально у своїх публікаціях. Виміряний потік геонейтрино повідомляється в ṽe см−2 мкс−1 для експерименту KamLAND і в TNU для експериментів Borexino. Мантовані представив TNU як спосіб нормалізації відмінностей між детекторами. Останні результати для експериментів KamLAND і Borexino становлять 32,1±5,0 і 47,0+8,4−7,7 TNU відповідно. SNO+ детектор почав підрахунок у 2020 році з частково заповненим об’ємом (із затримками через пандемію COVID-19) і ще не повідомив свої дані. Перетворення між TNU і ТВт залежить від геологічної моделі, прийнятої для розподілу Th і U. Використовуючи геологічну моделі, розроблену для обох експериментів, радіогенне нагрівання Землі знаходиться в діапазоні від 14 до 25 ТВт для KamLAND і від 19 до 40 ТВт для Borexino. Комбінація KamLAND і Borexino дає результат, що незначно надає перевагу земній моделі з поточною загальною потужністю 20 ТВт.